# Parlamentsvalet i Slovenien 2011
Parlamentsvalet i Slovenien 2011 ägde rum den 4 december 2011. 
Valet gällde de 90 platserna i Nationalförsamlingen. Valet är de första sedan Slovenska republikens självständighet 1991 att tidigareläggas efter att Borut Pahors regeringen föll i en förtroendeomröstning i september 2011.
Valets segrare blev otippat Zoran Janković med nya partiet Positiva Slovenien, som fick 28 mandat. Efter Janković misslyckats med att bilda regering blev Janez Janša tillfrågad att bilda regering, vilket han lyckades med.